# Reinhold Glière
Pour les articles homonymes, voir Glière.
Reinhold Moritsevitch Glière (en russe : Рейнгольд Морицевич Глиэр, en ukrainien : Рейнгольд Моріцевич Глієр), né le 30 décembre 1874 (11 janvier 1875 dans le calendrier grégorien) à Kiev, aujourd'hui en Ukraine, et mort le 23 juin 1956 à Moscou, est un compositeur postromantique russe, puis soviétique, d'origine allemande.

## Biographie
Sa mère, Josephine Korczak (1852-1937), était polonaise et son père, Moritz Glier (1834-1896), facteur d'instruments à vent, venait d’une vieille famille saxonne. Moritz Glier était un musicien de très bon niveau et extrêmement polyvalent puisqu'il jouait - entre autres - de la flûte, de la clarinette, du cor et de la trompette. Il transmit ses dons artistiques à ses enfants : le frère aîné de Reinhold, Moritz, était un excellent violoncelliste et sa sœur Cesja jouait du piano. Reinhold eut dès son plus jeune âge le violon comme instrument de prédilection. À la fin de ses études secondaires, il entra à l'École de musique de Kiev, où il eut comme professeur le célèbre violoniste tchèque Otokar Ševčik. Il y étudia le violon et la composition pendant trois années avant d'être accepté, en 1894, au prestigieux Conservatoire de Moscou. Il y avait étudié sous la tutelle des pédagogues de grand renom. Ses professeurs de composition et de matières théoriques furent Mikhaïl Ippolitov-Ivanov, Anton Arenski, Georges Conus, Jan Hřímalý et Sergueï Taneïev. En 1900, il couronna ses études au Conservatoire par le diplôme et par une médaille d'or en composition avec un opéra-oratorio en un acte, Le Ciel et la Terre, inspiré par un texte de Lord Byron (Earth and Heaven).
Sur la recommandation de Taneïev, Reinhold Glière eut deux élèves : Prokofiev et Miaskovski.
Avant même la fin de ses études, Glière s'était déjà essayé à tous les grands genres musicaux (à l'exception peut-être du ballet et du concerto instrumental), qui le fascinèrent tout au long de sa carrière. Il composa ainsi son Premier Sextuor à cordes op. 1 (1898), dédié à Taneïev, le Premier Quatuor à cordes op. 2 (1899), l'Octuor à cordes op. 5 (1900), dédié à Hrimaly, et la Première Symphonie op. 8 (1899–1900). À sa sortie du Conservatoire de Moscou, Glière enseigna à l'École de musique Gnessine de Moscou.
En 1905, il partit pour un séjour de deux ans à Berlin, où il étudia avec le compositeur et chef d'orchestre Oskar Fried. Il y écrivit sa Seconde Symphonie op. 25 (1907) et la dédia à un autre chef d'orchestre de renom, Serge Koussevitzky, qui dirigea l'œuvre avec l'Orchestre philharmonique de Berlin l'année suivante. En 1908, de retour à Moscou, Glière fit sa première apparition publique comme chef d'orchestre à l'occasion de l'exécution de ses Sirènes op. 33. En 1910, il publia sa Troisième Symphonie, la monumentale Ilya Mourometz, dédiée à Glazounov.
En 1913, il revint à Kiev y enseigner au conservatoire. Il enseigna à la classe de composition, dont il devint directeur l'année suivante et garda son poste jusqu'après la 1919.
À partir de 1920, il enseigna la composition au conservatoire de Moscou pendant vingt ans. Il forma ainsi un grand nombre de compositeurs, parmi lesquels Aram Khatchatourian, Lev Knipper, Leonid Polovinkine, Boris Aleksandrov, Alexandre Davidenko et Alexandre Mossolov, Eugène Gounst, ainsi que deux célèbres artistes ukrainiens, Boris Liatochinski et Levko (Lev) Revoutski.
Reinhold Glière fut président du comité d'organisation de l'Union des compositeurs soviétiques de 1938 à 1948, échappant à la censure de la période d'après-guerre et fut vraiment couvert d'honneurs dont le titre d'Artiste du peuple de l'URSS en 1938 et trois Prix Staline — le premier en 1946 pour son unique Concerto pour soprano colorature et orchestre, d'une beauté ravissante. Il s'intéressa énormément à la musique des nombreux peuples de l'Union soviétique, favorisant le développement musical régional et écrivant des œuvres qui utilisaient divers idiomes folkloriques, notamment en Azerbaïdjan et en Ouzbékistan. Un résultat de ces travaux fut l'opéra Chah-Sénem, op. 69 (1923), qui fut donné à Bakou en 1934 en langue azérie.
Reinhold Glière est enterré au cimetière de Novodiévitchi à Moscou.

## Style et œuvre
Il ne fait pas de doute que des œuvres aux titres de ballet Le Pavot Rouge (son ballet révolutionnaire populaire op. 70, 1927), Pour le bonheur de la mère patrie (1942) et Ouverture solennelle pour le vingtième anniversaire de la révolution d'Octobre op. 72 (1937), lui facilitèrent le chemin. Mais le style de composition de Glière était déjà parvenu à maturité dans les dernières années du XIXe siècle ; son œuvre musicale est fermement ancrée dans la grande tradition russe. Il était fier d'y succéder à de grandes figures telles que Glinka, Tchaïkovski, Rimski-Korsakov et Borodine; il était aussi un fidèle disciple de Taneïev et d'Arenski et ses contemporains de la génération précédente. Le style romantique de Glière lui valut d'être accepté tant des autorités tsaristes que soviétiques, provoquant un certain ressentiment parmi les nombreux compositeurs qui souffrirent aux mains du régime soviétique. Nul ne fut donc surpris que plusieurs de ses œuvres - les poèmes symphoniques Sirènes, op. 33 (1908), la Troisième Symphonie, consacrée à la légende du héros médiéval russe (bogatyr) llya Mouromets, op. 42 (1911), et le Premier Sextuor à cordes, op. 1 (1898), - remportent le prestigieux prix Glinka, décerné par un jury composé de personnalités telles que Rimski-Korsakov, Glazounov et Liadov.
Le chef d'orchestre Leopold Stokowski, qui dirigea la Troisième Symphonie à de nombreuses reprises aux États-Unis, voyait en elle un monument à la culture slave.
Par Le Pavot Rouge, Glière fut l'un des pionniers du ballet dramatique soviétique. Sa carrière s'acheva d'ailleurs avec deux ballets, Le Cavalier d'airain, op. 89 (1949), basé sur le célèbre long poème d'Alexandre Pouchkine, et Tarass Boulba, op. 92 (1952), inspiré de la nouvelle éponyme de Nicolas Gogol. Parmi ses concertos instrumentaux, le Concerto pour voix (soprano colorature) et orchestre (1943) retient particulièrement l'attention, mais ne doit pas masquer pour autant les réelles beautés de ses autres concertos avec orchestre : pour harpe (op.74, de 1938), pour violoncelle (op.87, de 1946), pour cor (op.91, de 1951), sans oublier celui pour violon et orchestre (op.100, de 1956), achevé par son élève Boris Liatochinski.

## Œuvres principales

### Orchestre
- Symphonie no 1 en mi bémol majeur, op. 8 (1900)
- Symphonie no 2 en do mineur, op. 25 (1907)
- Sireny (les sirènes) en fa mineur, poème symphonique, op. 33 (1908)
- Symphonie no 3 (Ilya Muromets) en ré mineur, op. 42 (1911) — Création le 23 mars 1912, par le Russian Musical Society à Moscou, sous la direction d'Emil Cooper[1],[2].
- Zaporozhtsy (Les cossaques Zaporozhy), poème-ballet symphonique, op. 64 (1921)
- Na prazdnik Kominterna! (Fantaisie pour le festival du comintern), Fantaisie pour orchestre à vent militaire (1924)
- Marsh Krasn°y Armii (Marche de l’Armée rouge) pour orchestre à vent (1924)
- Fragment symphonique (1934)
- Marche héroïque de la RSSA bouriato-mongole, do majeur, op. 71 (1934–1936)
- Torzhestvennaya uvertyura k 20-letiyu Oktyabrya (ouverture festive pour le 20e anniversaire de la révolution d’octobre), op. 72 (1937)
- Ferganskiy Prazdnik (Vacances à Ferghana) Ouverture op 75
- Pokhodny marsh (Marche champêtre) pour orchestre à vent, op. 76 (1941)
- Druzhba narodov (l’amitié des peuples), Ouverture en l’honneur du cinquième anniversaire de la constitution soviétique, op. 79 (1941)
- 25 let Krasn°y Armii (25 ans de l’armée rouge), Ouverture pour orchestre à vent, op. 84 (1943)
- Pobeda (Victoire), Ouverture, op. 86 (1944); version pour orchestre à vent, op. 86a
- Valse de concert en ré bémol majeur, op. 90 (1950)

### Concertos
- Concerto pour harpe et orchestre en mi-bémol majeur, op. 74 (1938)
- Concerto pour soprano coloratura et orchestre en fa mineur, op. 82 (1943)
- Concerto pour violoncelle et orchestre en ré mineur, op. 87 (1946) Dédié à Sviatoslav Knouchevitski
- Concerto pour cor et orchestre en si-bémol majeur, op. 91 (1951)
- Concerto pour violon et orchestre (Concerto-Allegro) en sol mineur, op. 100 (1956), complété et orchestré par Boris Liatochinski

### Œuvres vocales
- Chants
- Chorales
- Cantates

### Musique de chambre
- Quatuor à cordes n° 1 en la majeur, op. 2 (1899)
- Quatuor à cordes n° 2 en sol mineur, op. 20 (1905)
- Quatuor à cordes n° 3 en ré mineur, op. 67 (1927)
- Quatuor à cordes n° 4 en fa mineur, op. 83 (1943)
- Sextuor à cordes n° 1 en do mineur, op. 1 (1898)
- Sextuor à cordes n° 2 en ré mineur, op. 7 (1904)
- Sextuor à cordes n° 3 en do majeur, op. 11 (1904)
- Octuor à cordes en ré majeur, Op.5 (1902)
- Intermezzo et Tarantella pour contrebasse et piano, op. 9
- Praeludium et Scherzo pour contrebasse et piano, op. 32
- Duos pour instruments variés

### Piano
- 3 morceaux pour piano, op. 19 (Mazurka-Intermezzo-Mazurka)
- 3 morceaux pour piano, op. 21 (Tristesse-Joie-Chagrin)
- 6 morceaux pour piano, op. 26
- 3 mazurkas pour piano, op. 29
- 25 préludes pour piano, op. 30
- 8 pièces faciles pour piano, op. 43
- 12 esquisses pour piano, op. 47
- 12 morceaux pour piano à quatre mains, op. 48

### Musique de scène

#### Opéra
- Le Ciel et la Terre, opéra-oratorio (1900), sur un poème de Lord Byron
- Chah-Sénem, opéra, op. 69 (1923–25) = un 33 tours microsillon d'extraits existe, enregistré sous la direction de l'auteur, introuvable depuis longtemps et jamais paru en CD, du moins en Occident.
- Rachel, opéra en un acte, Op.81 (1942–43), livret par Mikhail Boulgakov d’après l’ouvrage de Maupassant Mademoiselle Fifi
- Leïli et Medjnoun, opéra, op. 94 (1940), coauteur Talib Sadykov
- Gulsara, opéra, op. 96 (1936, rev. 1949), coauteur Talib Sadykov

#### Ballet
- Rasputin
- Khrizis, op. 65 (1912, rev. 1925), ballet-mime
- Komedianty (Les comédiens), op. 68 (1922, rev. 1930 et 1935 en tant que Doch' Kastilii (la fille de Castille))
- Krasny mak, op. 70 (1927, rev. 1949 et 1955 Krasny tsvetok (La Fleur rouge ou Le Pavot rouge))
- Cléopatre, op. 78 (1925), ballet-mime
- Medny vsadnik (La statue équestre d’après Alexandre Pouchkine), op. 89 (1948/49), créé le 14 mars 1949 sous le titre : Le Cavalier de bronze
- Taras Bulba (d’après Nicolas Gogol), op. 92 (1952)

## Discographie sélective

### Musique de chambre
- Musique pour piano : 25 Préludes op.30, 3 Mazurkas op.29, 12 Esquisses op.47, par Anthony Goldstone, piano (2002, Olympia)
- Impromptu pour harpe seule, par Natalia Shameyeva, harpe (année 2000, Egan Records) (OCLC 262473694) — avec des œuvres de Glinka, Kikta, Khatchaturian, Prokofiev...

### Musique vocale
- 32 Mélodies pour soprano et piano, par Elena Prokina, soprano et Semjon Skigin, piano (1997, Conifer Classics) (OCLC 761547098)

### Musique concertante
- Concerto pour Soprano Colorature et orchestre & Concerto pour Harpe et orchestre, par Joan Sutherland (soprano), Osian Ellis (harpe), London Symphony Orchestra dirigé par Richard Bonynge (1968, Decca) — avec Cui, Glazounov, Gretchaninov, Stravinsky.
- Concerto pour Soprano colorature et orchestre & Concerto pour Harpe et orchestre, par Eileen Hulse, soprano ; Rachel Masters, harpe ; City of London Sinfonia dirigé par Richard Hickox (1992, Chandos) — avec Ginastera.
- Concerto pour Soprano colorature et orchestre, par Natalie Dessay, soprano ; Orchestre Symphonique de Berlin dirigé par Michael Schonwandt (1998, EMI) — avec Rachmaninov, Alabiev, Saint-Saëns, Delibes, Ravel, Granados, Proch, Dell'Acqua, Strauss J.
- Concerto pour Harpe et orchestre, par Helga Storck, harpe ; Orchestre symphonique de Nuremberg dirigé par Klauspeter Seibel (1984, Colosseum) — avec Glinka, Khatchaturian, Prokofiev, Tcherepnine.
- Concerto pour Harpe et orchestre, par H. Van Hoesen, harpe ; New Symphony Orchestra dirigé par Rossen Milanov (2000, Boston Records) — avec Jongen, Moreno-Buendia.
- Concerto pour Violoncelle et orchestre, par Sudzilovsky, violoncelle ; Russian Cinematographic Symphony Orchestra dirigé par Sergeï Skripka (1996, Olympia) — avec Mossolov.
- Concerto pour Cor et orchestre & Le Cavalier de bronze, suite d'orchestre du ballet, par Watkins, cor ; BBC Philharmonic Orchestra dirigé par Edward Downes (1994, Chandos)
- Concerto pour Violon et orchestre op. 100 (achevé par Liatochinski) & Symphonie no 2, par Nishino, violon ; Philharmonia Orchestra dirigé par Yondani Butt (2000, ASV)

### Musique orchestrale
- Ouvertures et pièces pour orchestre : Gyul'sara, Shakh-Senem, Ballade..., par BBC Philharmonic Orchestra dirigé par Vassily Sinaisky (1996, Chandos)
- Symphonie n°1 op.8 en mi bémol majeur & Concerto pour Harpe et orchestre, par Olga Erdeli (harpe), USSR RTV Symphony Orchestra dirigé par Reinhold Glière & Boris Khaïkine (1950 et 1968, Consonance)
- Symphonie n°1 op.8 en mi bémol majeur & Les Sirènes, poème symphonique op.33, par l'Orchestre Philharmonique Slovaque dirigé par Stephen Gunzenhauser (1985, Naxos)
- Symphonie n°1 op.8 en mi bémol majeur & Le Pavot rouge, suite de ballet op.70, par le BBC Philharmonic Orchestra dirigé par Sir Edward Downes (1991, Chandos)
- Symphonie n°2 op.25 en ut mineur & Les Cosaques Zaporogues, poème symphonique op.64, par le BBC Philharmonic Orchestra dirigé par Sir Edward Downes (1991, Chandos)
- Symphonie no 3 « Ilya Mourometz », op. 42 en si mineur, par le BBC Philharmonic Orchestra dirigé par Sir Edward Downes (1991, Chandos)
- Symphonie no 3 « Ilya Mourometz », op. 42 en si mineur & Concerto pour Violoncelle et orchestre, par le Royal Philharmonic Orchestra dirigé par Harold Faberman (symphonie) et par Sudzilovsky (violoncelle), Russian Cinematographic Symphony Orchestra dirigé par Sergeï Skripka (concerto) (1978 et 1986, 2CD Regis)
- Symphonie no 3 « Ilya Mourometz », op. 42 en si mineur, par l'Orchestre Radio-Symphonique de Berlin dirigé par Ferenc Fricsay (1956, 2CD DG) — avec Egk, Einem, Hartmann, Kodaly, Liebermann, Martin
- Symphonie no 3 « Ilya Mourometz », op. 42 en si mineur, par le Houston Symphony Orchestra dirigé par Leopold Stokowski (1957, EMI) — avec Loeffler.
- Symphonie no 3 « Ilya Mourometz », op. 42 en si mineur, par le Buffalo Philharmonic Orchestra dirigé par JoAnn Falletta (2013, Naxos)

### Ballets
- Khrizis, suite de ballet de 1912 et Sheep's Spring, suite de ballet de 1922, par the All-Union Radio & Bolchoï Orchestras, dirigés par Reinhold Glière (1947, Consonance)
- Krasny mak, op. 70 (1927, rev. 1949 et 1955 Krasny tsvetok [« La fleur rouge ou le pavot rouge »]), par le Saint Petersburg State Symphony Orchestra dirigé par André Anichanov (1994, 2CD Naxos)
- Danse des Marins Russes, extraite du Pavot Rouge, par the Utah Symphony Orchestra, dirigé par Maurice Abravanel (1969, Vanguard) — avec Ippolitov-Ivanov, Rimsky-Korsakov et Tchaïkovski.
- Medny vsadnik (La statue équestre d’après Alexandre Pouchkine), op. 89 (1948/49), créé le 14 mars 1949 : «Le Cavalier de bronze» suite de ballet & Concerto pour Cor et orchestre, par Watkins (cor) et le BBC Philharmonic Orchestra dirigé par Edward Downes (1994, Chandos)
- Taras Bulba (d’après Nicolas Gogol), op. 92 (1952), suite de ballet, par l'Orchestre Philharmonique d'Odessa dirigé par Hobart Earle (1996, ASV) — avec Stankovitch.